# Salto de Agua
Salto de Agua là một đô thị thuộc bang Chiapas, México. Năm 2005, dân số của đô thị này là 53547 người.